# Vuelta a Colombia 1951
La 1.ª edición de la competencia de ciclismo masculino en ruta Vuelta a Colombia se disputó en diez etapas entre el 5 y el 17 de enero de 1951. Iniciando en la capital del país Bogotá y finalizando en la misma ciudad, luego de haber pasado por los departamentos de Cundinamarca, Tolima, Viejo Caldas y Valle del Cauca.
El ganador de la carrera, de punta a punta, fue el cundinamarqués Efraín Forero del equipo de Cundinamarca, quien ganó 7 de las 10 etapas disputadas. Con este triunfo, Forero quien ya gozaba de gran reconocimiento por sus triunfos en varias pruebas ciclísticas y campeonatos nacionales, incrementó aún más su carácter de celebridad debido al gran despliegue dado por la radio y la prensa a la Vuelta y la acogida brindada por la afición.

## Equipos participantes
En la 1.ª edición de la Vuelta a Colombia participaron 35 ciclistas ("routiers") representando a 7 departamentos distribuidos así: 18 representantes por el departamento del Valle, 7 por Cundinamarca, 4 por Nariño, 2 por Antioquia, 2 por Tolima, 1 por Cauca y 1 por Santander.
| Equipo       | Categoría  |
| ------------ | ---------- |
| Antioquia    | Aficionado |
| Cauca        | Aficionado |
| Cundinamarca | Aficionado |
| Nariño       | Aficionado |
| Santander    | Aficionado |
| Tolima       | Aficionado |
| Valle        | Aficionado |

| Listado completo de los inicialistas de la 1.ª Vuelta a Colombia |                         |                                     |              |
| N.º                                                              | Ciclista                | Patrocinador                        | Equipo       |
| ---------------------------------------------------------------- | ----------------------- | ----------------------------------- | ------------ |
| 1                                                                | Carlos Alfonso Buitrago | Bavaria-Bogotá                      | Cundinamarca |
| 2                                                                | Luis Eduardo Arias      | Café Maravilla-Honda                | Tolima       |
| 3                                                                | Leoncio Celis           | Sastrería Ramos-Bogotá              | Cundinamarca |
| 4                                                                | Jaime Perdomo           | Palmira                             | Valle        |
| 5                                                                | Efraín Forero           | Planta de Soda de Zipaquirá         | Cundinamarca |
| 6                                                                | Carlos Cabrera León     | Puerto Tejada                       | Cauca        |
| 7                                                                | Carlos Orjuela          | Dayton Cycles London                | Cundinamarca |
| 8                                                                | Óscar Oyola             | Cuartas-Cali                        | Valle        |
| 9                                                                | Efraín Caldas           | Clclopartes-Cali                    | Valle        |
| 10                                                               | Argemiro Sánchez        | Ciclopartes-Cali                    | Valle        |
| 11                                                               | Manuel Ramírez          | Ciclopartes-Cali                    | Valle        |
| 12                                                               | Arles Quintero          | Duque Uribe-Cali                    | Valle        |
| 13                                                               | Enrique García          | Villegas Mejía-Cali                 | Valle        |
| 14                                                               | Pedro Nel Gil           | Sedeco-Medellín                     | Antioquia    |
| 15                                                               | Jesús Losada            | Lotería del Valle                   | Valle        |
| 16                                                               | Marino Gutiérrez        | Fabio Villa-Cali                    | Valle        |
| 17                                                               | Marco Gutiérrez Parra   | Club de Leones-Ibagué               | Tolima       |
| 18                                                               | Rafael Hernández        | Radio Phillips-Girardot             | Cundinamarca |
| 19                                                               | Roberto Cano Ramírez    | Envigado                            | Antioquia    |
| 20                                                               | José Armando Alfaro     | Ferrocarriles Nacionales-Facatativá | Cundinamarca |
| 21                                                               | Alfonso Navas           | Bucaramanga                         | Santander    |
| 22                                                               | Carlos Caita            | Parcelaciones San Pablo             | Cundinamarca |
| 23                                                               | Miguel Rengifo          | Obras públicas departamentales-Cali | Valle        |
| 24                                                               | Luis Galo Chiriboga     | Carvajal & Compañía-Cali            | Valle        |
| 25                                                               | Bolívar González        | Pasto                               | Nariño       |
| 26                                                               | Adonías Ortega          | Pasto                               | Nariño       |
| 27                                                               | Hernán Mesa             | Ansermanuevo                        | Valle        |
| 28                                                               | Carlos Torres           | Deportes-Cartago                    | Valle        |
| 29                                                               | Luis Torres             | Batallón Codazzi-Cartago            | Valle        |
| 30                                                               | Jorge Ramírez           | Club Atenas-Cartago                 | Valle        |
| 31                                                               | Óscar Duque             | Vinos Real Tesoro-Cartago           | Valle        |
| 32                                                               | Guillermo Jurado        | Pasto                               | Nariño       |
| 33                                                               | Manuel Arévalo          | Pasto                               | Nariño       |
| 34                                                               | Hernán Charria          | Club Ciclistas-Santander            | Valle        |
| 35                                                               | Juan José Medina        | El Ring-Cali                        | Valle        |

## Etapas
| Etapa      | Fecha       | Recorrido             |                        | Distancia (km)        | Ganador               | Líder                 |
| ---------- | ----------- | --------------------- | ---------------------- | --------------------- | --------------------- | --------------------- |
| 1.ª etapa  | 5 de enero  | Bogotá - Honda        | Etapa de media montaña | 163                   | Efraín Forero         | Efraín Forero         |
| 2.ª etapa  | 6 de enero  | Honda - Fresno        | Etapa de media montaña | 41                    | Efraín Forero         | Efraín Forero         |
| 3.ª etapa  | 7 de enero  | Fresno - Manizales    | Etapa de alta montaña  | 100                   | Efraín Forero         | Efraín Forero         |
|            | 8 de enero  | Descanso en Manizales | Descanso en Manizales  | Descanso en Manizales | Descanso en Manizales | Descanso en Manizales |
| 4.ª etapa  | 9 de enero  | Manizales - Cartago   | Etapa con repechos     | 76                    | Roberto Cano          | Efraín Forero         |
| 5.ª etapa  | 10 de enero | Cartago - Cali        | Etapa plana            | 210                   | Óscar Oyola           | Efraín Forero         |
|            | 11 de enero | Descanso en Cali      | Descanso en Cali       | Descanso en Cali      | Descanso en Cali      | Descanso en Cali      |
| 6.ª etapa  | 12 de enero | Cali - Sevilla        | Etapa plana            | 169                   | Efraín Forero         | Efraín Forero         |
| 7.ª etapa  | 13 de enero | Sevilla - Armenia     | Etapa con repechos     | 63                    | Efraín Forero         | Efraín Forero         |
| 8.ª etapa  | 14 de enero | Armenia - Ibagué      | Etapa de alta montaña  | 100                   | Efraín Forero         | Efraín Forero         |
| 9.ª etapa  | 15 de enero | Ibagué - Girardot     | Etapa con repechos     | 88                    | Óscar Oyola           | Efraín Forero         |
|            | 16 de enero | Descanso en Girardot  | Descanso en Girardot   | Descanso en Girardot  | Descanso en Girardot  | Descanso en Girardot  |
| 10.ª etapa | 17 de enero | Girardot - Bogotá     | Etapa de media montaña | 140                   | Efraín Forero         | Efraín Forero         |

## Clasificaciones finales

### Clasificación general
Los diez primeros en la clasificación general final fueron:
| Clasificación general |                     |              |                   |
| Ciclista              | Ciclista            | Equipo       | Tiempo            |
| --------------------- | ------------------- | ------------ | ----------------- |
| 1.º                   | Efraín Forero       | Cundinamarca | 45 h 23 min 08 s  |
| 2.º                   | Roberto Cano        | Antioquia    | + 2 h 19 min 48 s |
| 3.º                   | Pedro Nel Gil       | Antioquia    | + 2 h 37 min 00 s |
| 4.º                   | Luis Galo Chiriboga | Valle        | + 4 h 48 min 37 s |
| 5.º                   | Carlos Orejuela     | Cundinamarca | + 4 h 52 min 42 s |
| 6.º                   | Leoncio Celis       | Cundinamarca | + 4 h 55 min 39 s |
| 7.º                   | Óscar Oyola         | Valle        | + 5 h 10 min 13 s |
| 8.º                   | Juan José Medina    | Valle        | + 5 h 52 min 16 s |
| 9.º                   | Marino Gutiérrez    | Valle        | + 7 h 44 min 46 s |
| 10.º                  | Carlos Buitrago     | Cundinamarca | + 8 h 00 min 08 s |

| Resto de ciclistas que finalizaron la 1.ª Vuelta a Colombia |                  |              |                    |
| Ciclista                                                    | Ciclista         | Equipo       | Tiempo             |
| ----------------------------------------------------------- | ---------------- | ------------ | ------------------ |
| 11.º                                                        | Rafael Hernández | Cundinamarca | + 8 h 02 min 20 s  |
| 12.º                                                        | Guillermo Jurado | Nariño       | + 8 h 10 min 12 s  |
| 13.º                                                        | José Alfaro      | Cundinamarca | + 8 h 24 min 12 s  |
| 14.º                                                        | Bolívar González | Nariño       | + 8 h 45 min 38 s  |
| 15.º                                                        | Luis Arias       | Tolima       | + 9 h 29 min 37 s  |
| 16.º                                                        | Alonso Navas     | Santander    | + 9 h 40 min 24 s  |
| 17.º                                                        | Enrique García   | Valle        | + 10 h 13 min 36 s |
| 18.º                                                        | Jaime Perdomo    | Valle        | + 10 h 20 min 46 s |
| 19.º                                                        | Arles Quintero   | Valle        | + 10 h 55 min 55 s |
| 20.º                                                        | Manuel Ramírez   | Valle        | + 10 h 59 min 53 s |
| 21.º                                                        | Jesús Losada     | Valle        | + 11 h 14 min 40 s |
| 22.º                                                        | Argemiro Sánchez | Valle        | + 12 h 09 min 37 s |
| 23.º                                                        | Carlos Caita     | Cundinamarca | + 12 h 24 min 59 s |
| 24.º                                                        | Carlos Torres    | Valle        | + 12 h 46 min 48 s |
| 25.º                                                        | Hernán Mesa      | Valle        | + 12 h 55 min 13 s |
| 26.º                                                        | Luis Torres      | Valle        | + 13 h 21 min 52 s |
| 27.º                                                        | Luis Cabrera     | Cauca        | + 14 h 05 min 40 s |
| 28.º                                                        | Manuel Arévalo   | Nariño       | + 14 h 12 min 55 s |
| 29.º                                                        | Miguel Rengifo   | Valle        | + 16 h 14 min 23 s |
| 30.º                                                        | Efraín Caldas    | Valle        | Sin tiempo         |

### Clasificación por equipos
| Clasificación por equipos |              |                    |
| Equipo                    | Equipo       | Tiempo             |
| ------------------------- | ------------ | ------------------ |
| 1.º                       | Cundinamarca | 145 h 57 min 45 s  |
| 2.º                       | Valle        | + 6 h 02 min 45 s  |
| 3.º                       | Nariño       | + 21 h 20 min 24 s |